# William Jordan
Pour les articles homonymes, voir Jordan, John Jordan et William Jordan (homonymie).
William John Jordan dit Johnny Jordan (né le 8 novembre 1921 à Bromley dans le Grand Londres en Angleterre et mort le 9 janvier 2016) est un joueur de football anglais, qui évoluait en tant qu'attaquant ou ailier droit.

## Biographie
Natif de Bromley dans le Kent, il commence à jouer au football pour le club de sa ville natale, Bromley Football Club, avant d'ensuite rejoindre le club du Grays Athletic Football Club. 
Son premier gros club professionnel est le West Ham United Football Club (en amateur), tout cela avant de signer au Tottenham Hotspur. 
Sa première expérience à l'étranger fut en Italie lorsqu'il signa pour le club piémontais de la Juventus (avec qui il joue son premier match le 19 septembre 1948 lors d'une victoire 4-0 à l'extérieur contre la Lazio en Serie A).
Il rentre ensuite en Angleterre pour jouer à Birmingham City, puis au Sheffield Wednesday, aux Tonbridge Angels Football Club et au Bedford Town Football Club,,.